# Otto Schniewind (Admiral)

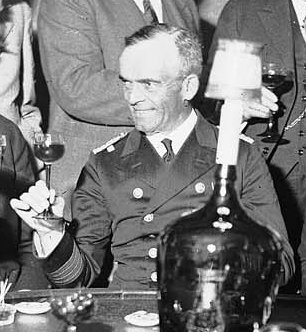
Otto Schniewind (1933)

Hubert Maria Otto Schniewind (* 14. Dezember 1887 in Saarlouis; † 26. März 1964 in Linz am Rhein) war ein deutscher Generaladmiral im Zweiten Weltkrieg und zeitweiliger Chef des Stabes der Seekriegsleitung.

## Militärische Laufbahn
Schniewind trat am 3. April 1907 als Seekadett in die Kaiserliche Marine ein und diente im Ersten Weltkrieg zunächst als Oberleutnant zur See und ab Juni 1917 als Kapitänleutnant und Kommandant auf verschiedenen Torpedobooten. Bei der Überführung der deutschen Flotte nach Scapa Flow 1919 war er Führer der VII. Torpedoboots-Flottille und geriet nach der Selbstversenkung der Hochseeflotte vorübergehend in britische Gefangenschaft. Nach seiner Rückkehr in die Heimat wurde Schniewind zunächst beurlaubt und war dann bis Mitte April 1920 mit Abwicklungsarbeiten für den Internierungsverband befasst. Anschließend war er bis Mitte Juli 1920 als Kompanieführer bei der als Freikorps tätigen II. Marine-Brigade.
Schniewind wurde dann in die Vorläufige Reichsmarine übernommen und dem Schiffsstamm der IV. Flottille zugeteilt. Von Mitte August bis Mitte Dezember 1920 fungierte er dort als Flaggleutnant und war zugleich Kommandant des Minensuchbootes M 133. Mit der Bildung der Reichsmarine hatte Schniewind verschiedene Stabsverwendungen inne. 1925 bis 1926 war er Marineadjutant des Reichswehrministers Otto Geßler. Anschließend wechselte er für je zwei Jahre an die Spitze der 4. Torpedobootshalbflottille und der II. Torpedobootsflottille. Ab Oktober 1930 war er I. Admiralstabsoffizier beim Flottenkommando und wurde im September 1932 Kommandant des Leichten Kreuzers Köln.
Im September 1934 wurde Schniewind zum Chef des Stabes des Flottenkommandos ernannt. Als solcher diente er bis 1937, als er zum Konteradmiral befördert und Chef des Marinewehramtes wurde. Am 31. Oktober 1938 wurde er Chef des Marinekommandoamtes und blieb dies bis August 1939. Zeitgleich war er ab November 1938 Chef des Stabes der Seekriegsleitung. In dieser Stellung erfolgten 1940 die Beförderungen zum Vizeadmiral und – nur acht Monate später – zum Admiral.
Nach dem Tod des mit der Bismarck untergegangenen Flottenchefs Günther Lütjens wurde Schniewind im Juni 1941 zu dessen Nachfolger ernannt. Ab März 1943 war er zugleich auch Oberbefehlshaber des Marinegruppenkommandos Nord. Am 1. März 1944 noch zum Generaladmiral befördert, wurde er am 30. Juli von seinem Kommando entbunden und erhielt bis zum Kriegsende keine neue Verwendung mehr. Am 30. April 1945 wurde er formell aus der Marine entlassen.
Als Chef des Marinegruppenkommandos Nord war Schniewind auch Gerichtsherr über die Kriegsgerichte in seinem Bereich. In dieser Funktion hob er am 1. Juni 1944 das Urteil gegen den Matrosen Walter Gröger auf. Denn er war nicht zufrieden mit dessen milder Verurteilung vom 14. März 1944, die ein verständnisvoller Marinerichter ausgesprochen hatte. Gröger war dabei wegen vollendeter Fahnenflucht zu acht Jahren Zuchthaus und Verlust der Wehrwürdigkeit verurteilt worden. Schniewind hob das Urteil mit der Begründung auf, „weil auf Todesstrafe hätte erkannt werden sollen“. Er begründete dies mit Grögers Vorstrafen, einer „Führerrichtlinie“ zu Fahnenflucht vom 14. April 1940 und einem Erlass des Oberbefehlshabers der Kriegsmarine (ObdM), Karl Dönitz, vom 27. April 1943. Die Führerrichtlinie verlangte die Todesstrafe für Fluchtversuche ins Ausland und erheblich vorbestrafte Täter, nannte aber auch mildernde Umstände, bei denen eine Zuchthausstrafe ausreiche: „jugendliche Unüberlegtheit, falsche dienstliche Behandlung, schwierige häusliche Verhältnisse oder andere nicht unehrenhafte Beweggründe“. Der Dönitz-Erlass dagegen verlangte bei jeder Fahnenflucht, die ein „Versagen treuloser Schwächlinge“ sei, die Todesstrafe. Zum Ankläger in diesem neuen Prozess bestimmte Schniewind den späteren baden-württembergischen Ministerpräsidenten Hans Filbinger. Dieser beantragte, dem Hinweis des Gerichtsherren Schniewind folgend, die Todesstrafe für Gröger. Der Verteidiger Werner Schön bat für ihn um Gnade: Das Gericht habe eingeräumt, dass nach geltendem Militärgesetz kein Fluchtversuch ins Ausland vorgelegen habe. Er warf Ankläger und Richter indirekt Rechtsbeugung vor, denn die Tat des eigentlich einschlägigen Strafparagraphen „Unerlaubte Entfernung von der Truppe der Kriegssonderstrafrechtsverordnung“ wurde mit maximal 10 Jahren Freiheitsentzug geahndet. Der vom Gerichtsherrn bestimmte Marineoberstabsrichter Adolf Harms verurteilte Gröger am 22. Januar 1945 zum Tod. Am 27. Februar 1945 bestätigte das Oberkommando der Marine (OKM) in Berlin das Todesurteil und lehnte das Gnadengesuch ab. Am 16. März wurde der junge Marinesoldat hingerichtet. Dieses von Schniewind geforderte Todesurteil und seine Umsetzung durch Filbinger spielte eine zentrale Rolle in der Filbinger-Affäre 1978, die zum Rücktritt Filbingers als Ministerpräsident führte.
Nach der Kapitulation zählte Schniewind 1947 im Kriegsverbrecher-Prozess gegen das Oberkommando der Wehrmacht wegen seiner Rolle bei der Besetzung Norwegens 1940 (Unternehmen Weserübung) zu den Angeklagten, wurde jedoch 1948 freigesprochen und am 30. Oktober 1948 aus der Kriegsgefangenschaft entlassen. Sein Verteidiger im Kriegsverbrecher-Prozess war der spätere Kapitän zur See der Bundesmarine, Hans Meckel. Von April 1949 bis 1952 war Schniewind Leiter des Naval Historical Teams in Bremerhaven.

## Auszeichnungen
- Eisernes Kreuz (1914) II. und I. Klasse[5]
- Friedrich-August-Kreuz II. und I. Klasse am 14. August 1918[5]
- Kommandeur des Schwedischen Schwertordens II. Klasse am 30. Juni 1936[5]
- Großkomtur des Ordens der Krone von Italien am 23. September 1938[5]
- Serbischer St.-Sava-Orden II. Klasse am 1. Juni 1939[5]
- Spanisches Marineverdienstkreuz in Weiß am 21. August 1939[5]
- Medaille zur Erinnerung an die Heimkehr des Memellandes am 26. Oktober 1939[5]
- Spange zum Eisernen Kreuz II. und I. Klasse am 29. September 1939[5]
- Ritterkreuz des Eisernen Kreuzes am 21. April 1940[5]
- Flotten-Kriegsabzeichen mit Brillanten am 30. Juli 1944[5]
- Orden des Heiligen Schatzes